# Pediobius marjoriae
Pediobius marjoriae  (лат.) — вид паразитических наездников рода Pediobius из семейства Eulophidae (Chalcidoidea) отряда перепончатокрылые насекомые. Африка, Уганда. Переднеспинка с шейкой, отграниченной килем (поперечным гребнем). Тело голубовато-зелёное (брюшко тёмно-бронзовое). Щит среднеспинки с развитыми изогнутыми парапсидальными бороздками. Ассоциированы с муравьями рода Acantholepis (Formicidae), из коконов которых они были выведены. Вид был описан в 1973 году и назван в честь Marjori Kerrich.